# Julius von Hann
Pour les articles homonymes, voir Hann.
Julius Ferdinand von Hann (né le 23 mars 1839, mort le 1er octobre 1921  à Vienne) est un météorologue autrichien. Il fut l'un des météorologues les plus éminents de sa génération, surtout pour ses efforts afin de coordonner les résultats empiriques et théoriques en une structure cohérente. Il a contribué à presque toutes les branches de la météorologie, a attiré des scientifiques de haut niveau à Vienne et il est l'un des pères de la première organisation internationale de météorologie (OMI).

## Biographie
Julius von Hann est né le 23 mars 1839 au château Schloss Haus de Wartberg ob der Aist, près de Linz, en Haute-Autriche. Il fit ses études au gymnasium de Kremsmünster et a ensuite étudié les mathématiques, la chimie et la physique à l'université de Vienne. Il poursuit en géologie et paléontologie sous la direction d'Eduard Suess et la géographie physique sous Friedrich Simony.
De 1865 à 1868, von Hann fut maître à l'Oberrealschule de Linz et c'est là qu'il fait ses premières recherches météorologiques, principalement la formation du vent de foehn. En 1865, il fut invité par Karl Jelinek à devenir le premier rédacteur en chef du Zeitschrift für Meteorologie. En 1867, il est engagé au Meteorologische Zentralanstalt (Institut central de météorologie) par Jelinek tout en poursuivant ses études. Il a reçu son doctorat à Vienne en 1868.
Nommé professeur agrégé de géographie physique à l'université de Vienne en 1874, il enseigne la météorologie, la climatologie et l'océanographie. En 1877, il succéda à Jelinek à la direction du service météorologique. Comme directeur de ce service, Hann fut l'un des secrétaires de la première assemblée internationale de météorologues à Leipzig en 1872 et membre de l'Organisation météorologique internationale (OMI) de 1878 à 1898.
En 1897, il prit sa retraite comme directeur et devint professeur de météorologie à l’université de Graz, mais retourna à Vienne pour occuper la chaire de professeur de physique cosmique en 1900, où il restera jusqu'en 1910.
En 1912, il devient un chevalier étranger de l'ordre du Mérite de la couronne de Prusse. Il est décédé le 1er octobre 1921 à Vienne.

## Fenêtre de Hann
En traitement du signal, la fenêtre de Hann est une fonction de fenêtrage appelée fonction de Hann (en), terme créé par Ralph Beebe Blackman et John Tukey en hommage à Julius von Hann dans un article scientifique paru en 1959.
Dans cet article en anglais, le fait d'utiliser la fenêtre de Hann sur un signal est appelé le « hanning » de ce signal. La fenêtre de Hann y est fréquemment appelée « fenêtre de hanning » (sans majuscule), où « hanning » est employé en tant que substantif d'action. La similitude de cette expression avec celle de « fenêtre de Hamming », une autre fonction de fenêtrage nommée après Richard Hamming, explique sans doute pourquoi la forme « fenêtre de Hanning », pourtant incorrecte, est désormais la plus courante.

## Travaux
- Die Erde als Ganzes, ihre Atmosphäre und Hydrosphäre, 1872
- Handbuch der Klimatologie, 1883
- Atlas der Meteorologie, 1887
- Lehrbuch der Meteorologie, 1901